# Campeonato Mundial de Esgrima de 2003
O Campeonato Mundial de Esgrima de 2003 foi a 65ª edição do torneio organizado pela Federação Internacional de Esgrima (FIE) entre 5 de outubro a 11 de outubro de 2003. O evento foi realizado em Havana, Cuba. 

## Resultados
Os resultados foram os seguintes. 
Masculino
| Evento             | Ouro                                                                                    | Prata                                                                         | Bronze                                                                              |
| Espada individual  | França · Fabrice Jeannet                                                                | Ucrânia · Maksym Khvorost                                                     | França · Ulrich Robeiri                                                             |
| Espada individual  | França · Fabrice Jeannet                                                                | Ucrânia · Maksym Khvorost                                                     | Bielorrússia · Vitaly Zakharov                                                      |
| Espada por equipe  | Rússia · Pavel Kolobkov · Sergey Kochetkov · Aleksey Selin · Igor Turchin               | Alemanha · Jörg Fiedler · Norman Ackermann · Christoph Kneip · Wolfgang Raich | Suécia · Fredrik Nilsson · Robert Dingl · Péter Vánky · Magnus Malmgren             |
| Florete individual | Alemanha · Peter Joppich                                                                | Itália · Simone Vanni                                                         | França · Brice Guyart                                                               |
| Florete individual | Alemanha · Peter Joppich                                                                | Itália · Simone Vanni                                                         | Itália · Andrea Cassarà                                                             |
| Florete por equipe | Itália · Andrea Cassarà · Marco Ramacci · Salvatore Sanzo · Simone Vanni                | China · Wang Haibin · Wu Hanxiong · Ye Chong · Zhu Rui                        | Alemanha · Ralf Bißdorf · Dominik Behr · Peter Joppich · André Weßels               |
| Sabre individual   | Ucrânia · Volodymyr Lukashenko                                                          | Roménia · Mihai Covaliu                                                       | Itália · Aldo Montano                                                               |
| Sabre individual   | Ucrânia · Volodymyr Lukashenko                                                          | Roménia · Mihai Covaliu                                                       | Hungria · Domonkos Ferjancsik                                                       |
| Sabre por equipe   | Rússia · Sergey Sharikov · Stanislav Pozdnyakov · Aleksey Yakimenko · Aleksey Dyachenko | Hungria · Domonkos Ferjancsik · Kende Fodor · Balázs Lengyel · Zsolt Nemcsik  | Ucrânia · Dmytro Boiko · Volodymyr Lukashenko · Oleg Shturbabin · Vladyslav Tretiak |

Feminino
| Evento             | Ouro                                                                                      | Prata                                                                                    | Bronze                                                                              |
| Espada individual  | Ucrânia · Natalia Konrad                                                                  | França · Maureen Nisima                                                                  | China · Li Na                                                                       |
| Espada individual  | Ucrânia · Natalia Konrad                                                                  | França · Maureen Nisima                                                                  | Itália · Cristina Cascioli                                                          |
| Espada por equipe  | Rússia · Karina Aznavurian · Oxana Yermakova · Tatiana Logunova · Anna Sivkova            | Alemanha · Claudia Bokel · Imke Duplitzer · Britta Heidemann · Marijana Marković         | Hungria · Adrienn Hormay · Ildikó Mincza · Tímea Nagy · Hajnalka Tóth               |
| Florete individual | Itália · Valentina Vezzali                                                                | Polónia · Sylwia Gruchała                                                                | Hungria · Aida Mohamed                                                              |
| Florete individual | Itália · Valentina Vezzali                                                                | Polónia · Sylwia Gruchała                                                                | Roménia · Roxana Scarlat                                                            |
| Florete por equipe | Polónia · Sylwia Gruchała · Magdalena Mroczkiewicz · Anna Rybicka · Małgorzata Wojtkowiak | Rússia · Svetlana Boiko · Yevgueniya Lamonova · Viktoriya Nikishina · Yekaterina Yusheva | Roménia · Laura Badea-Cârlescu · Roxana Scarlat · Cristina Stahl · Reka Lazăr-Szabo |
| Sabre individual   | Roménia · Dorina Mihai                                                                    | China · Xue Tan                                                                          | Itália · Gioia Marzocca                                                             |
| Sabre individual   | Roménia · Dorina Mihai                                                                    | China · Xue Tan                                                                          | Polónia · Aleksandra Socha                                                          |
| Sabre por equipe   | Itália · Ilaria Bianco · Alessandra Lucchino · Gioia Marzocca · Rosanna Pagano            | China · Bao Yingying · Huang Haiyang · Tan Xue · Zhang Ying                              | Azerbaijão · Yelena Əmirova · Yelena Jemayeva · Janna Siukayeva · Anjela Volkova    |

## Quadro de medalhas
| Ordem | País         | Medalha de ouro | Medalha de prata | Medalha de bronze |    |
| ----- | ------------ | --------------- | ---------------- | ----------------- | -- |
| 1     | Itália       | 3               | 1                | 4                 | 8  |
| 2     | Rússia       | 3               | 1                |                   | 4  |
| 3     | Ucrânia      | 2               | 1                | 1                 | 4  |
| 4     | Alemanha     | 1               | 2                | 1                 | 4  |
| 5     | França       | 1               | 1                | 2                 | 4  |
|       | Roménia      | 1               | 1                | 2                 | 4  |
| 7     | Polónia      | 1               | 1                | 1                 | 3  |
| 8     | China        |                 | 3                | 1                 | 4  |
| 9     | Hungria      |                 | 1                | 3                 | 4  |
| 10    | Azerbaijão   |                 |                  | 1                 | 1  |
|       | Bielorrússia |                 |                  | 1                 | 1  |
|       | Suécia       |                 |                  | 1                 | 1  |
| TOTAL | TOTAL        | 12              | 12               | 18                | 42 |